# Kanton Pange
Kanton Pange (fr. Canton de Pange) byl francouzský kanton v departementu Moselle v regionu Lotrinsko. Tvořilo ho 31 obcí. Zrušen byl po reformě kantonů 2014.

## Obce kantonu
- Ancerville
- Ars-Laquenexy
- Aube
- Bazoncourt
- Béchy
- Beux
- Chanville
- Coincy
- Colligny
- Courcelles-Chaussy
- Courcelles-sur-Nied
- Flocourt
- Laquenexy
- Lemud
- Luppy
- Maizeroy
- Maizery
- Marsilly
- Montoy-Flanville
- Ogy
- Pange
- Raville
- Rémilly
- Retonfey
- Sanry-sur-Nied
- Servigny-lès-Raville
- Silly-sur-Nied
- Sorbey
- Thimonville
- Tragny
- Villers-Stoncourt